# Wangaratta
Wangaratta is een stad in de staat Victoria in Australië. De stad telt ruim 16.000 inwoners (in 2006) en ligt 249 kilometer ten noordoosten van de hoofdstad van Victoria, Melbourne. De stad ligt aan de Ovens en de King, die uit de Australische Alpen komen.
Bekende gebouwen in Wangaratta zijn de Heilige Anglicaanse Kathedraal, de Sint Patrick's Katholieke Kerk en de excentrieke rechtbank van Wangaratta.

## Naam
Vroeger was er onenigheid of de eerste lettergreep uitgesproken moet worden als Wong of Wang. De uitspraak Wong werd nooit gebruikt door een meerderheid van de bevolking. Uiteindelijk heeft de gemeenteraad in de jaren 80 de uitspraak Wang officieel verklaard. Sommige bewoners, met name ouderen, blijven de uitspraak Wong nog steeds gebruiken.

## Industrie
In de stad is een grote wijn-en gourmetindustrie in de nabijgelegen Milawa en King Vallei. Andere opmerkelijke industrieën in de omgeving zijn onder andere Bruck Textiles en Australian Country Spinners.
Voorheen fabriceerde multinational IBM computers in Wangaratta.

## Geboren
- Dean Woods (1966-2022), wielrenner
- Sebastian Pasquali (1999), voetballer